# Tetranychus przhevalskii
Tetranychus przhevalskii är en spindeldjursart som beskrevs av Reck 1956. Tetranychus przhevalskii ingår i släktet Tetranychus och familjen Tetranychidae. Inga underarter finns listade i Catalogue of Life.